# Nonso Anozie
Nonso Anozie, né le 17 novembre 1979 à Lincoln, est un acteur britannique.

## Biographie
Diplômé de la Central School of Speech and Drama de Londres en 2002, il commence sa carrière au théâtre où il devient le plus jeune acteur à avoir incarné le héros tragique éponyme du Roi Lear. En 2005, il remporte le Ian Charleson Award pour son interprétation dans Othello. Il joue ensuite le rôle principal d'Elesin Oba dans la mise en scène londonienne de La Mort et l'écuyer du roi de Wole Soyinka en 2009,. 
Il entame entre-temps une carrière au cinéma, apparaissant dans des rôles secondaires. En 2007, il est choisi pour interpréter la voix de Iorek Byrnison dans À la croisée des mondes : La Boussole d'or mais la production, qui souhaite quelqu'un de plus connu, le remplace au dernier moment par Ian McKellen. Il joue ensuite notamment dans les films RocknRolla (2008), Nanny McPhee et le Big Bang (2010), Conan (2011), Le Territoire des loups (2011), ainsi que dans la série télévisée Game of Thrones. Ainsi, en 2015, lors de la sortie de Cendrillon, il retrouve Richard Madden qui jouait aussi dans Game of Thrones.  

## Filmographie

### Cinéma
- 2007 : La Dernière Légion de Doug Lefler : Batiatus
- 2007 : Reviens-moi de Joe Wright : Frank Mace
- 2008 : Be Happy de Mike Leigh : Ezra
- 2008 : Cass de Jon S. Baird : Cass Pennant
- 2008 : RocknRolla de Guy Ritchie : Tank
- 2010 : Nanny McPhee et le Big Bang de Susanna White : le sergent Jeffreys
- 2010 : Brighton Rock de Rowan Joffé : Dallow
- 2010 : I Am Slave de Gabriel Range : Musa
- 2010 : Hollow de Ron Sorrenti : Angelo (court métrage)
- 2011 : Conan de Marcus Nispel : Artus
- 2011 : Le Territoire des loups de Joe Carnahan : Jackson Burke
- 2013 : La Stratégie Ender (Ender's Game) de Gavin Hood : le sergent Dap
- 2013 : The Ryan Initiative de Kenneth Branagh : Embee Deng
- 2014 : Son of God de Christopher Spencer : Samson
- 2014 : Noël en cavale (Get Santa) de Christopher Smith : Marlon « Knuckles » Baxter
- 2015 : Cendrillon (Cinderella) de Kenneth Branagh : le capitaine
- 2015 : Pan de Joe Wright : le capitaine Bishop
- 2018 : Otages à Entebbe (7 Days in Entebbe) de José Padilha : Idi Amin Dada
- 2018 : All Is True de Kenneth Branagh : l'acteur qui joue Aaron
- 2019 : The Laundromat : L'Affaire des Panama Papers (The Laundromat) de Steven Soderbergh : Charles
- 2019 : Guava Island de Childish Gambino : M. Cargo
- 2020 : Artemis Fowl de Kenneth Branagh : Domovoi Butler

### Séries télévisées
- 2006 : Suspect numéro 1 : Robert
- 2009 : Occupation : Erik Lester (mini-série)
- 2011 : Outcasts : Elijah
- 2012 : Game of Thrones : Xaro Xhoan Daxos
- 2013 : La Bible : Samson (mini-série)
- 2013 : Playhouse Presents : Chris (saison 2, épisode 4)
- 2013-2014 : Dracula : R. M. Renfield
- 2015 : Toutânkhamon : Le Pharaon maudit : le général Horemheb (mini-série)
- 2015 : Doctor Who : Hydroflax (voix - saison 9, épisode 13)
- 2015-2017 : Zoo : Abraham Kenyatta (39 épisodes)
- 2021-2024 : Sweet Tooth : Tommy Jepperd
- 2022 : Sandman : Wyvern (voix - saison 1, épisode 11)
- 2023 : Ted Lasso : Ola Obisanya (saison 3, épisodes 8 et 12)
- 2023 : The Mandalorian : Gorian Shard (saison 3)

### Téléfilms
- 2011 : Stolen de Justin Chadwick : Thomas Ekoku
- 2014 : Women in the Bible : Samson
- 2016 : A Midsummer Night's Dream de David Kerr : Oberon

## Voix francophones
En France, Daniel Njo Lobé et Namakan Koné sont les voix les plus régulières en alternance de l'acteur.
En France
| - Daniel Njo Lobé dans : - Conan - Le Territoire des loups - La Stratégie Ender - Dracula (série télévisée) - Otages à Entebbe - The Laundromat : L'Affaire des Panama Papers - Artemis Fowl - Namakan Koné dans : - Get Santa - Pan - Cendrillon - Sweet Tooth (série télévisée) | Et aussi - Jean-Michel Martial (*1952 - 2019) dans La Dernière Légion - Yann Guillemot dans Reviens-moi - Paul Borne dans RocknRolla - Thierry Desroses dans Game of Thrones (série télévisée) - Mohad Sanou dans The Ryan Initiative - Gilles Morvan dans Zoo (série télévisée) - Günther Germain dans Ted Lasso (série télévisée) - Bruno Magne dans The Mandalorian (série télévisée) |